# Station Urmatt
Station Urmatt is een spoorwegstation in de Franse gemeente Urmatt.

## Treindienst

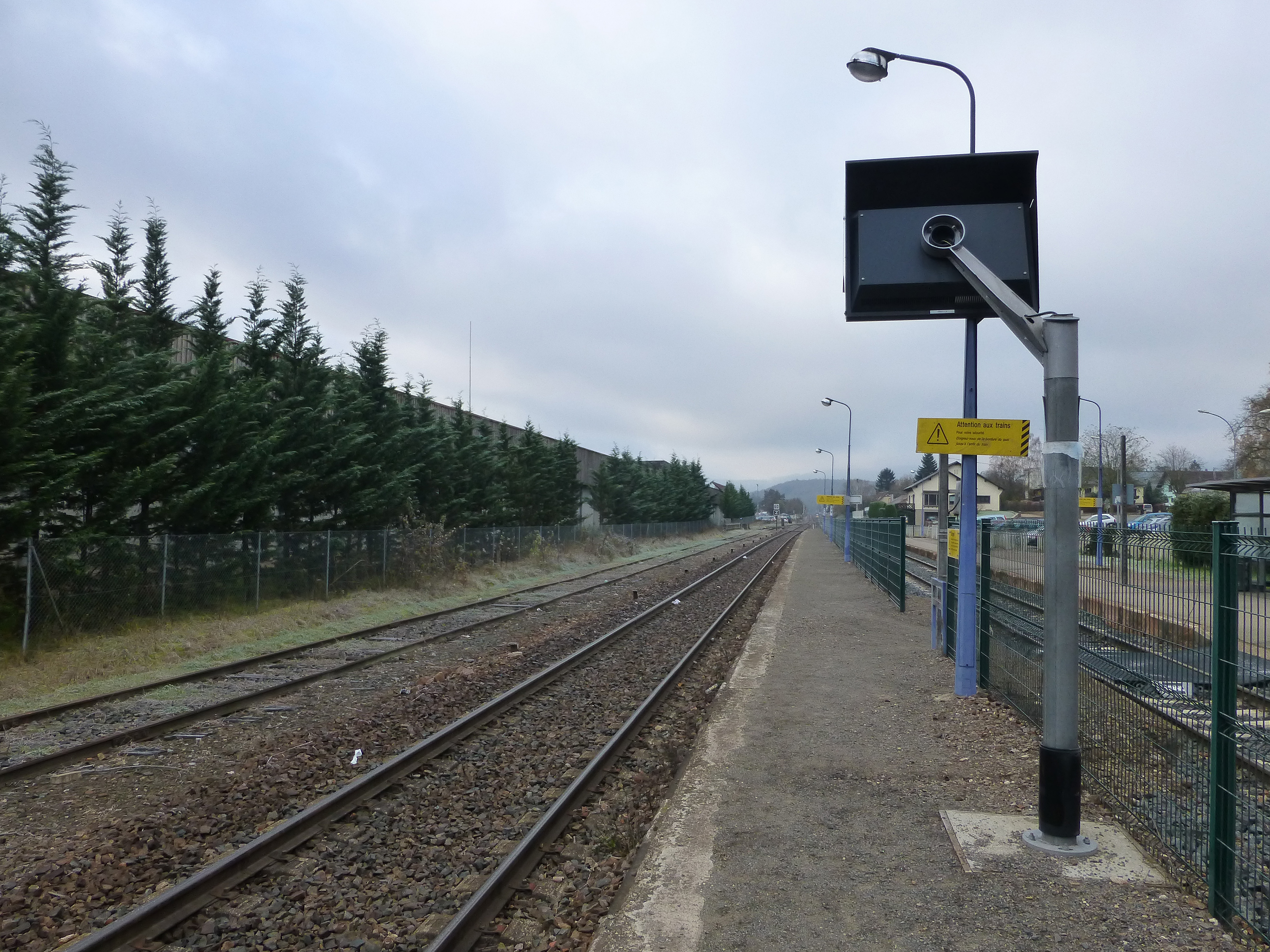

| Serie      | Treinsoort | Route                                                                                    | Bijzonderheden |
| ---------- | ---------- | ---------------------------------------------------------------------------------------- | -------------- |
| TER 831800 | TER (SNCF) | Strasbourg-Ville – Entzheim-Aéroport – Molsheim – Urmatt – Rothau – Saint-Dié-des-Vosges |                |